# Feignies
Feignies è un comune francese di 7 343 abitanti situato nel dipartimento del Nord nella regione dell'Alta Francia.
Il suo territorio comprende la sorgente della Flamenne.
Il comune, che fa parte dell'area metropolitana di Maubeuge, è posto al confine con il Belgio.

## Società

### Evoluzione demografica
Abitanti censiti